# Soledade, a Bagaceira
Soledade, a Bagaceira  é um filme brasileiro de 1976, dirigido por Paulo Thiago, baseado no romance A Bagaceira de José Américo de Almeida, cuja adaptação fora realizada por ele e Ivan Cavalcanti Proença.
Em 1976, o filme participou do Festival de Karlovy-Vary e do Festival de Berlim.

## Elenco
| Ator/Atriz          | Personagem        |
| ------------------- | ----------------- |
| Rejane Medeiros     | Soledade          |
| Ney Santanna        | Lúcio Marçau      |
| Nelson Xavier       | Pirunga           |
| Jofre Soares        | Dagoberto Marçau  |
| Emmanuel Cavalcanti | Valentim Pedreira |
| Maurício do Valle   | Manuel Broca      |
| Roberto Bonfim      | João Troçulho     |
| Carlos Kroeber      | Dr. Carlos        |
| Rosa Maria Penna    | Maria da Graça    |
| Maria Ribeiro       | Carlota           |
| José Marinho        | Quincão           |
| Waldemar José Solha | Delegado          |
| Sávio Rolim         | Incendiário       |

## Prêmios
| Ano  | Premiação            | Categoria            | Recipiente         | Resultado | Ref.  |
| ---- | -------------------- | -------------------- | ------------------ | --------- | ----- |
| 1976 | Festival de Brasília | Melhor Fotografia    | Fernando Duarte    | Venceu    | [ 2 ] |
| 1976 | Festival de Brasília | Melhor Trilha Sonora | César Guerra-Peixe | Venceu    | [ 2 ] |